# Соловйовка (Новосибірська область)
Соловйовка (рос. Соловьёвка) — село у Баганському районі Новосибірської області Російської Федерації.
Входить до складу муніципального утворення Казанська сільрада. Населення становить 254 особи (2010).

## Історія
Згідно із законом від 2 червня 2004 року органом місцевого самоврядування є Казанська сільрада.

## Населення
| 2002 | 2007 | 2010 |
| ---- | ---- | ---- |
| 315  | ↘265 | ↘254 |